# ニムの秘密
『ニムの秘密』は、アメリカ合衆国のアニメーション映画。原題は"The Secret of NIMH"。監督以下スタッフたちは、ディズニーに所属していたが、その古い体質に飽き足らなくなり、独立して新たなアニメーション映画の製作を開始した。その第一作がこの作品である。原作はロバート・C・オブライエンの児童文学『フリスビーおばさんとニムの家ねずみ』。
「ニム」とは国立保健医学研究所の略称NIMHのこと。ここで行われた動物実験の結果、高度な知能を持つネズミたちが脱走し、ひそかに人間と同様の生活をしている。
日本では劇場未公開であり、1986年7月25日にワーナー・ホーム・ビデオより日本語吹き替え版としてVHSが発売され、1997年3月7日にワーナー・ホーム・ビデオより新たに二か国語版と日本語字幕スーパー版としてVHSが発売された。

## 備考
当初、『フリスビーおばさんとニムの家ねずみ』の映画化は1972年にディズニーがオファーを受けたが、立ち消えになった。その後、ディズニーから独立したドン・ブルースのプロダクションがその児童文学の映画化権を得て、製作を進めた。
映画製作中、製作会社であるオーロラ・プロダクションはフリスビー（Frisbee）を販売していた会社Wham-Oに、原作で用いられた"Mrs. Frisby"（フリスビーおばさん）という名前が商標権に触れないか問い合わせた。すると、Wham-O側から、自社製品と同じ発音のものを映画の中で使わないでほしいという回答が得られた。その結果キャラクター名の変更に至ったが、声を収録した後の出来事で、かつ出演者の一人であるジョン・キャランダインは撮り直しをするほどの時間がなかったため、別のセリフからBの発音を抜き出して、FrisbyのFの箇所に置き換えた。

## あらすじ
野ネズミのミセス・ブリスビーは、子供たちとともに牧場に暮らしていたが、種まきの時期が近付いたため引っ越しを考えていた。ところが息子のティモシーが肺炎になり、最低3週間は安静が必要になると診断される。しかし、人間たちが種まきをはじめたため、困ったミセス・ブリスビーが大フクロウと、カラスのジェレミーに相談したところ、薔薇の茂みの下に暮らす、あるクマネズミの集落を訪れ、そこに暮らすニコデムスに聞いてみてはどうかと尋ねてみた。その集落は、ミセス・ブリスビーの夫であるジョナサン・ブリスビーやその知人である医者ミスター・エイジスの故郷でもあったが、同時に国立保健医学研究所で実験を受けたネズミたちの集落でもあった。

## キャラクター

### ネズミたちとその仲間
ミセス・ブリスビー
エリザベス・ハートマン（吹き替え：上田みゆき）
ネズミ一家の母。
演じたエリザベス・ハートマンは1987年6月10日に自殺したため、この作品が彼女の遺作となった。
ミスター・エイジズ
アーサー・マレット（吹き替え：千葉順二）
ブリスビーの夫の知人の医師。
ジェレミー
ドム・デルイーズ（吹き替え：富山敬）
ミセス・ブリスビーが息子の診断の帰り道で出会った大カラス。
テレサ・ブリスビー
シャナン・ドハティ（吹き替え：川田妙子）
ミセス・ブリスビーの娘
マーティン・ブリスビー
ウィル・ウィートン（吹き替え：羽村京子）
ミセス・ブリスビーの息子
ティモシー・ブリスビー
イアン・フリード（吹き替え：?）
ミセス・ブリスビーの息子で末子。
シンシア・ブリスビー
ミセス・ブリスビーの娘
ニコデムス
デレク・ジャコビ（吹き替え：大木民夫）
薔薇の茂みの集落に暮らす老ネズミ。
大フクロウ
ジョン・キャラダイン（吹き替え：藤本譲）
シュルーおばさん
ハーマイアニ・バドリー（吹き替え：斎藤昌）
一家の親戚である、世話好きなネズミ。大フクロウに聞いてみてはどうかとミセス・ブリスビーに提案した。

### その他
- ジャスティン: ピーター・ストラウス（吹き替え：納谷六朗)
- ジェナー: ポール・シェナー（吹き替え：中庸介）
- サリバン: アルド・レイ（吹き替え：緒方賢一）

## スタッフ
- 監督 - ドン・ブルース
- 音楽 - ジェリー・ゴールドスミス